# Halsholmen (vid Dragsfjärd, Kimitoön)
Halsholmen är en ö i Finland.   Den ligger vid Dragsfjärd i Kimitoön i landskapet Egentliga Finland, i den södra delen av landet, 140 km väster om huvudstaden Helsingfors. Arean är 0,79 kvadratkilometer.
Terrängen på Halsholmen är mycket platt. Öns högsta punkt är 40 meter över havet. Den sträcker sig 1,1 kilometer i nord-sydlig riktning, och 1,2 kilometer i öst-västlig riktning.  I omgivningarna runt Halsholmen växer i huvudsak blandskog.